# Балахлей (деревня)
Балахлей — деревня в Аромашевском районе Тюменской области России. Входит в состав Новопетровского сельского поселения.

## География
Деревня находится в юго-восточной части области, в лесостепной зоне, на правом берегу реки Балахлей, на расстоянии примерно 36 километров (по прямой) к северо-востоку от села Аромашева, административного центра района,  примерно в 180 км от Тобольска.
В деревни четыре улицы: Лесная, Хуторская, Екатерининский тракт, Кузнечная.

### Климат
Климат характеризуется как резко континентальный, с длительной морозной зимой и коротким тёплым летом. Средняя многолетняя температура самого холодного месяца (января) составляет −18,6 °C (абсолютный минимум — −49 °С), температура самого тёплого (июля) — 17,6 °C (абсолютный максимум — 38 °С). Безморозный период длится в течение 111 дней. Среднегодовое количество осадков — 200—427 мм, из которых около 70 % приходится на период с мая по сентябрь. Снежный покров держится в среднем 156 дней.

## Население
| 1989 | 2002 | 2010 |
| ---- | ---- | ---- |
| 149  | ↘91  | ↘74  |

Согласно результатам переписи 2002 года, в национальной структуре населения татары составляли 76 % из 91 чел..

## Транспорт
Деревня доступна автотранспортом. Остановка общественного транспорта «Балахлей». Автобусное сообщение.